# Rumba africana
La rumba africana o congolese (nota anche come soukous, lingala o congo) è un genere musicale nato negli anni trenta nel Congo Belga e nel Congo Francese, e in seguito diffusosi in tutta l'Africa. È stato fra i generi musicali che hanno maggiormente segnato la storia della musica africana di epoca coloniale e post-coloniale; ha dato origine a numerosi sottogeneri e influenzato la musica leggera e pop di moltissimi paesi.

## Denominazioni
Il nome "rumba" si riferisce alla rumba cubana, da cui la rumba africana trae le proprie origini. Il nome "soukous" (probabilmente derivato dalla parola francese secouer, "agitarsi") era originariamente il nome di un ballo nato negli anni sessanta sempre in Congo. Il genere è noto come "congo" ("congo music") in Africa Occidentale, e "lingala" in Kenya, Uganda e Tanzania; quest'ultimo nome è un riferimento alla lingua lingala, che era la lingua in cui cantavano molti dei primi musicisti congolesi.

## Stile
La rumba congolese ha avuto una storia complessa nell'arco del XX secolo, con diversi cambiamenti e innovazioni importanti da un punto di vista stilistico. In generale, si tratta di una musica derivata in parte dalla rumba cubana e caraibica, e quindi caratterizzata da un elemento ritmico predominante. Nacque come musica da ballo, da suonare dal vivo, e per questo motivo presenta caratteristiche che invece non si trovano in altri generi pensati innanzitutto per la pubblicazione discografica: per esempio, i brani sono spesso molto lunghi e strutturati. Complessivamente, un brano soukous tradizionale include una sezione denominata rumba, relativamente lenta, seguita da una sezione detta sebene, in cui il ritmo è veloce e ballabile. Alcuni gruppi (per esempio i Choc Stars) divennero particolarmente celebri per la capacità di passare dalla rumba al sebene e viceversa più volte e in modo graduale, senza soluzione di continuità. Questa struttura generale si ritrova in molti generi musicali derivati dal soukous, come il muziki wa dansi tanzaniano.

## Storia

### Origini
La rumba africana trae le proprie origini dalla contaminazione della musica congolese tradizionale con sonorità provenienti dalla musica caraibica, e soprattutto da Cuba. Questo genere di fusione musicale fu sperimentata inizialmente fra gli anni trenta e quaranta da musicisti congolesi dell'area di Léopoldville (oggi Kinshasa) e Brazzaville. Questi artisti cantavano generalmente lingua lingala, più raramente in swahili, tshiluba e kikongo.
Secondo Fernando Ortiz, etnomusicologo e grande conoscitore della cultura cubana, la rumba deriva da un'altra danza chiamata yuka - dal nome del tamburo con il quale viene suonata - la quale a sua volta rimanda alla calenda del periodo schiavista. Si tratta in tutti i casi di danze originariamente sacrali che all'occhio europeo hanno invece una valenza erotica, vista la natura dei movimenti compiuti e la vicinanza reciproca dei corpi dei ballerini, che simulano l'atto sessuale. Per citare ancora l'Ortiz, il significato originario della rumba è quello di rappresentare una richiesta d'amore fortemente esplicita a orte: chi balla la rumba fa la corte ad una donna ma in realtà vuole rappresentare l'eterna unione e lotta tra i sessi. La diffusione di questo ballo in tutto il mondo a partire dal 1932, data dell'Esposizione universale di Chicago, ha portato sì al suo successo, ma anche alla perdita del suo significato originario.

### L'epoca delle big band
Fra gli anni '40 e cinquanta la rumba africana diventò estremamente popolare in Africa. Uno dei pionieri del genere, Antoine Kolosay (noto anche come Papa Wendo) divenne abbastanza famoso da esibirsi in tour fino in Nordamerica ed Europa.
Negli anni '50, i principali gruppi musicali di rumba africana erano basati sul modello dell'orchestra jazz, con contrabbasso, chitarre elettriche, sassofoni, trombe, clarinetti, e diversi tipi di tamburi e percussioni. Fra le più celebri big band di rumba africana si possono citare Grand Kalle et l'African Jazz di Joseph Kabasele Tshamala (soprannominato "Grand Kalle") e OK Jazz di François Luambo Makiadi. Da queste band storiche ebbero origine altri gruppi di rilievo degli anni '50 e sessanta; fra questi spicca African Fiesta (la cui formazione includeva Tabu Ley Rochereau, Dr Nico Kasanda, Papa Wemba e Sam Mangwana), che viene considerata la band fondatrice della rumba africana moderna. Uno dei più noti successi di African Fiesta è il classico Afrika Mokili Mobimba.

### La fusione col rock
Negli anni sessanta e settanta, mentre la rumba continuava a diffondersi attraverso gruppi come Lipua Lipua, Veve, TPOK Jazz (formazione derivata dalla OK Jazz) e Bella Bella, alcuni artisti congolesi di nuova generazione diedero vita a una nuova tendenza nell'evoluzione del genere, introducendo ritmi più veloci ispirati al rock and roll. Uno dei primi esempi fu quello degli Zaïko Langa Langa, gruppo fondato nel 1969 da Papa Wemba (ex African Fiesta), che divenne estremamente popolare. I principali rivali degli Zaiko Langa Langa erano gli Empire Bakuba, gruppo fondato da Papy Tex e Pepe Kalle (quest'ultimo era un allievo di Grand Kalle). Altri artisti importanti di questo periodo furono Koffi Olomide, Tshala Muana e Wenge Musica.

### La rumba swahili
Alla metà degli anni settanta, l'esplodere della crisi politica nello Zaire portò molti musicisti congolesi a trasferirsi in altri paesi, contribuendo alla diffusione della rumba in gran parte dell'Africa. In molti paesi si iniziarono a vendere i dischi di gruppi come Zaiko Langa Langa e Orchestra Shama Shama, che proponevano una rumba veloce, con ritmiche basate su rullante e hi hat, su cui si danzava un ballo chiamato cavacha. In Africa Orientale (soprattutto Kenya e Tanzania) nacquero gruppi di rumba in lingua swahili come Simba Wanyika e i suoi spin off Les Wanyika e Super Wanyika Stars.
La fusione della tradizione congolese con la cultura swahili dominò l'evoluzione della rumba nei tardi anni settanta. Nello stesso periodo, la scena della rumba iniziò a interessare seriamente le case discografiche occidentali. La Virgin, per esempio, pubblicò un album del gruppo congolese-tanzaniano Orchestra Makassy e uno dei kenioti Super Mazembe, il cui singolo Shauri Yako fu in testa alle classifiche di vendita in tutta l'Africa Orientale. Nello stesso periodo il congolese Samba Mapangala, che incideva in Kenya col gruppo Orchestra Virunga, pubblicò Malako, che viene oggi considerato come uno degli album che contribuirono alla nascita del mercato della world music in Europa.. Lo stile di questa generazione di artisti viene talvolta indicato come swahili sound, ed è caratterizzato anche dall'uso di strumenti tipici dell'Africa Orientale, come il benga keniota.

### La rumba in Europa
Negli anni ottanta, molti artisti africani (inclusi veterani come Pepe Kalle e Koffi Olomide) si trasferirono nel Regno Unito e in Francia, soprattutto a Parigi. Inizialmente, questi musicisti si rivolgevano all'Africa come proprio mercato di riferimento, e operavano in Europa per godere delle maggiori opportunità offerte dall'industria musicale occidentale; in seguito, tuttavia, molti di loro trovarono un proprio spazio nel nascente mercato della world music europea. Alcuni, fra cui Papa Wemba, diedero vita a due produzioni discografiche differenti e parallele per i due mercati. Contaminazioni con il pop internazionale, l'adozione della lingua francese al posto dell'ingala, l'uso massiccio di sintetizzatori e altri strumenti elettronici iniziarono comunque a diffondersi nel panorama della rumba. Fra gli artisti più rappresentativi di questa nuova generazione della rumba si possono citare Kanda Bongo Man (fondatore del sottogenere della kwassa kwassa), Diblo Dibala, Mbilia Bel, Yondo Sister, Loketo, Rigo Star, Madilu System e Soukous Stars.

### Tendenze moderne
La rumba africana è ancora un genere musicale molto popolare in Africa, e continua a evolvere. Una delle tendenze che ha dominato i primi anni 2000 è chiamata ndombolo, ed è associata a una danza forsennata e sensuale, che alcuni governi (tra cui Mali, Camerun, Congo e Kenya) hanno giudicato indecente e tentato di bandire. Fra i nuovi artisti ndombolo si possono citare Awilo Longomba e Aurlus Mabele; ma vengono classificati in questo genere anche i lavori recenti di Koffi Olomide e di gruppi come Extra Musica e Wenge Musica.

## Generi derivati
Gran parte dei generi di musica africana moderna sono stati direttamente o indirettamente influenzati dalla rumba africana. Legami particolarmente evidenti esistono, tra l'altro, con il pop swahili, il pop congolese, il muziki wa dansi tanzaniano, la rhumbira zimbabwese, il benga keniota, la highlife nigeriana, il kwassa kwassa e il makossa.